# سفر (فیلم هندی ۲۰۲۱)
سفر (انگلیسی: Trip) یک فیلم علمی تخیلی هندی به زبان تامیلی که در سال ۲۰۲۱ اکران شد. این فیلم به نویسندگی و کارگردانی دنیس مانجونات ساخته شده‌است. یوگی بابو، کاروناکاران و سوناینا نقش‌های اصلی فیلم را بازی می‌کنند. این فیلم از فیلم‌های هالیوودی تاکر و دیل در برابر شیطان و پیچ اشتباه الهام گرفته‌است. فیلم سفر در ۵ فوریه ۲۰۲۱ در سینماها اکران شد و با انتقادات مختلف منتقدان روبرو شد.

## داستان
دوستان گروهی لیدی (سوناینا) و ویکرام (پراوین کومار) سفری را در یک جنگل انبوه آغاز می‌کنند. آنها سرانجام با دو غریبه آژگان (یوگی بابو) و آموتان (کاروناکاران) آشنا می‌شوند و آنها را به عنوان قاتلان سریالی به اشتباه درک می‌کنند. اما قاتلان واقعی افراد دیگری هستند.

## بازیگران
- یوگی بابو در نقش ازهگان (نجار)
- کاروناکاران در نقش آموتان (نقاش)
- سوناینا در نقش لیدی (پاپی)
- پراوین کومار در نقش ویکرام
- راجندران به عنوان بازرس آنجا پولی (حضور افتخاری)
- کالوری وینوت در نقش جیمز
- نانسی جنیفر در نقش جنی
- آتولیا چاندرا در نقش سامرین
- «پانروم سرگرم‌کننده» سیدهو در نقش دیوید
- وی‌جی راکش در نقش شیوا
- لاکشمی پریا در نقش میرا
- راجش شیوا در نقش رضوان
- ماک مانی
- ساتیش
- نیتو

## موسیقی متن
موسیقی متن فقط یک آهنگ داشت که توسط سیدو کومار ساخته شده‌است.

## بازتاب‌ها
تایمز هند نوشت: «به‌طور کلی، این فیلم که به‌طور شایسته‌ای فیلمبرداری شده‌است، ممکن است برای کسانی که الهام‌های هالیوودی آن را ندیده‌اند، بسیار جالب به نظر برسد، اما حتی پس از آن، این سفری است که باید با احتیاط انجام شود.»
بایندوود نوشت: «فیلم سفر به شدت نامزدی را از دست می‌دهد، اما سبک بی نظیر داستان‌نویسی دنیس مانجونات تازه است.» سایف آن را «هیجان انگیز زیر متوسط جنگل» نامید.